# Келлер (озеро)
Келлер (англ. Keller Lake) — озеро в Северо-Западных территориях в Канаде.

## География
Озеро расположено в 85 км к югу от Большого Медвежьего озера и в 220 к северу от Форт-Симпсон. Одно из больших озёр Канады — площадь водной поверхности 380 км². Озеро имеет треугольную форму. Высота над уровнем моря 255 метров. Сток из северного угла озера на север в реку Джонни-Хо и далее через озеро Сент-Терез в залив Мак-Викар Большого Медвежьего озера. Ближайший к озеру населённый пункт — посёлок Ригли на восточном берегу реки Маккензи, расположенный юго-западнее.
В водах озера водится рыба семейства лососёвых.